# Venusberg (mythologie)
Pour les articles homonymes, voir Venusberg.
 (novembre 2024).
Si vous disposez d'ouvrages ou d'articles de référence ou si vous connaissez des sites web de qualité traitant du thème abordé ici, merci de compléter l'article en donnant les références utiles à sa vérifiabilité et en les liant à la section « Notes et références ».

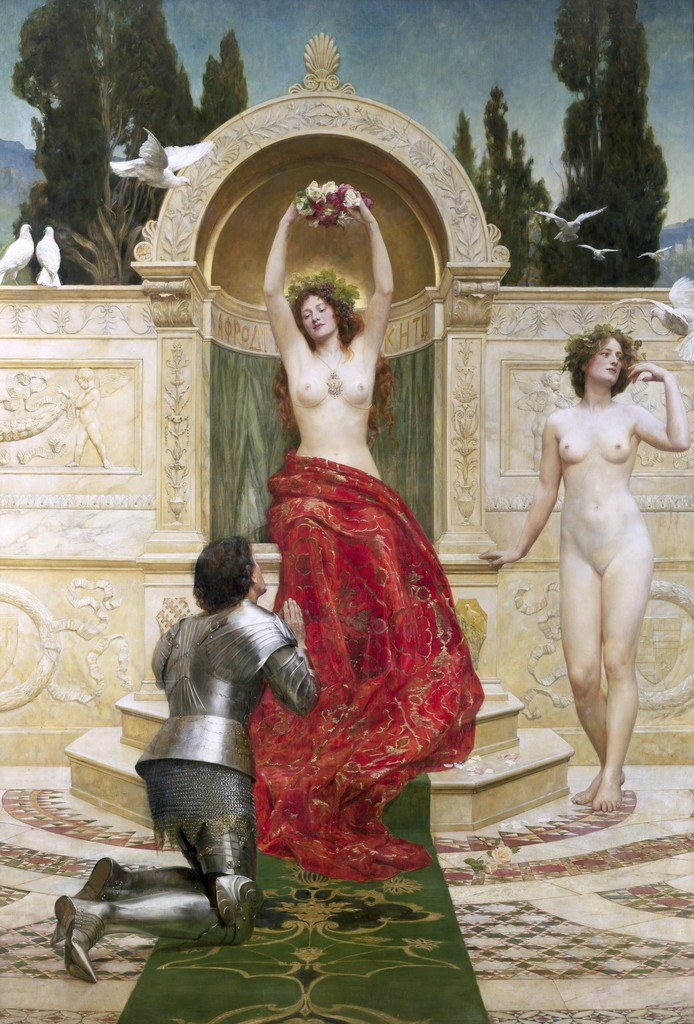
John Collier : Tannhauser au Venusberg (1901)

Le Venusberg (allemand ; en français Mont de Vénus) est un lieu légendaire évoqué depuis le Moyen Âge, principalement en lien avec le Minnesänger Tannhäuser. Il a fait l'objet de nombreux récits populaires et adaptations artistiques. Il tire son nom de la déesse Vénus, qui tient une cour fastueuse avec des nymphes et des naïades au sein de cette montagne, dans une profonde grotte, où elle attire par sa beauté des hommes qui y mènent une vie pécheresse consacrée à Eros, ce qui les condamne à la damnation. Des légendes similaires se retrouvent dans différentes cultures, par exemple dans l'Odyssée, où Circé et Calypso séduisent Ulysse et le gardent avec elles pendant plusieurs années.

## Origine et popularisation du mythe du Venusberg
Le Venusberg apparaît dès 1437-1438 dans le Formicarius de Johannes Nider, puis en 1614 dans le Mons Veneris de Heinrich Kornmann. Ce mythe se répand pendant la période romantique avec la légende de Tannhäuser. On le retrouve ainsi en 1799 dans la nouvelle Le fidèle Eckart et le Tannenhauser (Der getreue Eckart und der Tannhäuser (de)) de Ludwig Tieck, en 1806 dans le recueil Le Cor merveilleux de l’enfant (Des Knaben Wunderhorn) d'Achim von Arnim et Clemens Brentano, en 1816-1818 dans le recueil Légendes allemandes (Deutsche Sagen (de)) des Frères Grimm, en 1819 dans le conte La Statue de marbre (Das Marmorbild (de)) de Joseph von Eichendorff, en 1835 dans le recueil Les Légendes d'Eisenach et de la Wartburg, de l'Hörselberg et de Rheinhardsbrunn (Die Sagen von Eisenach und der Wartburg, dem Hörselberg und Reinhardsbrunn) de Ludwig Bechstein, en 1837 dans l'essai Esprits élémentaires (Elementargeister) d'Heinrich Heine et en 1844 dans le recueil de Chansons populaires (Volkslieder) de Ludwig Uhland. De nos jours, dans son roman paru en 2007 Rencontre avec Mélusine (Begegnung mit Melusine (de)), Hannes Anderer (de) évoque le Venusberg comme cadre somptueux d'une initiation sexuelle.

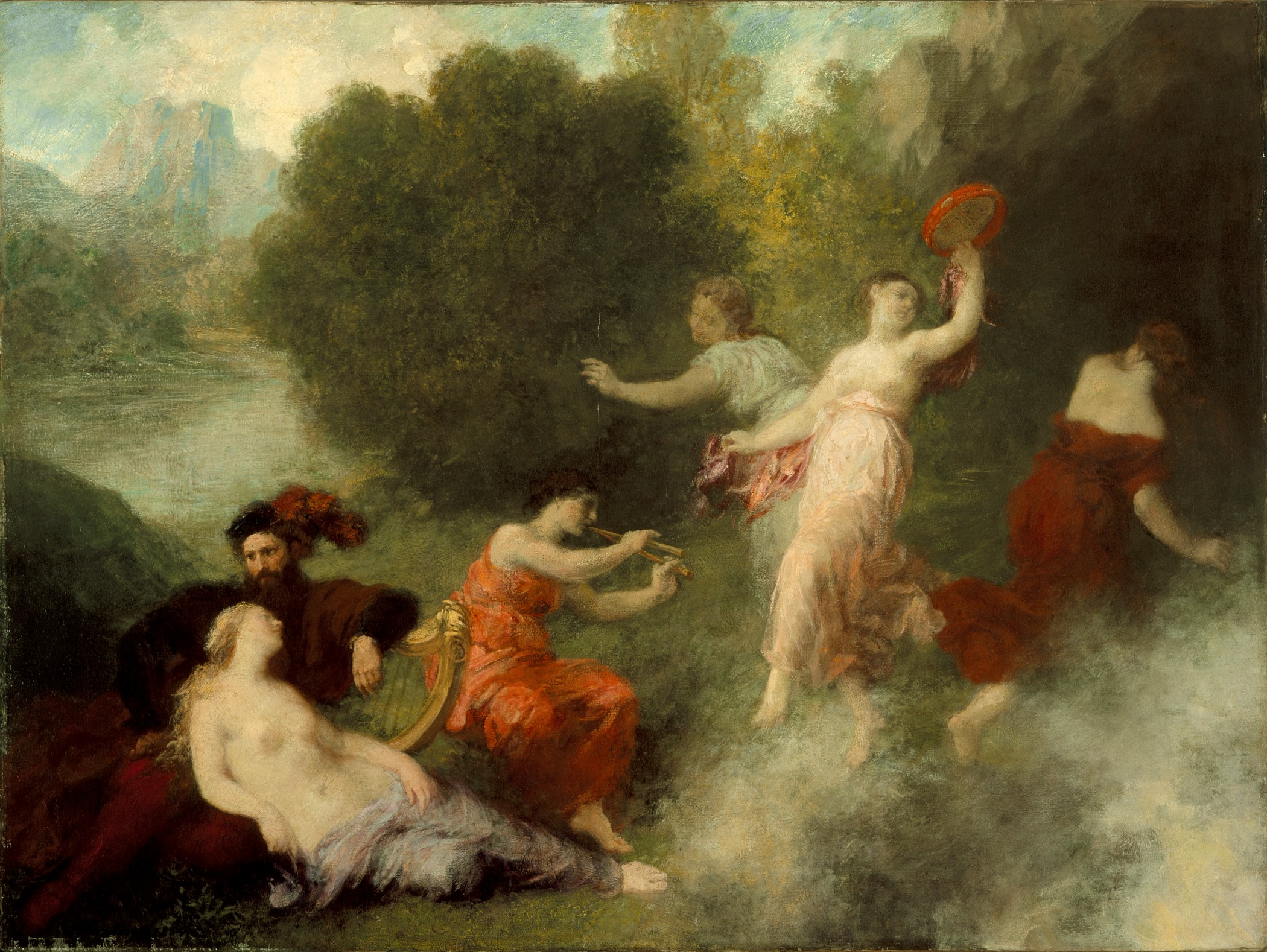
Henri Fantin-Latour : Tannhauser sur le Venusberg (1864)

Mais l'évocation la plus connue du Venusberg est celle qu’en fait Richard Wagner dans son opéra Tannhäuser en 1845. Wagner avait d’ailleurs initialement choisi de nommer celui-ci Der Venusberg, mais il dut y renoncer en raison des quolibets suscités par ce que ce terme désigne, par métaphore, dans l’anatomie féminine.
La ballade populaire traditionnelle du Tannhauser (écrite avec "au" pour la distinguer du chant d'amour courtois (Minnesang) qui s'écrit avec "äu"), attestée depuis l'an 1500 environ, s'inspire de façon originale de la légende du Venusberg en la combinant avec une critique pré-Réforme du pape : celui-ci refuse l'absolution au pécheur pénitent qui avait succombé à la tentation du Venusberg, le condamnant ainsi à la damnation.

## Présence de Vénus en territoire Germanique
La légende ou la tradition populaire justifie la présence d'une divinité antique en territoire germanique, en un lieu éloigné de sa contrée d'origine, l'Italie ou la Grèce, par le fait qu'elle s'y est réfugiée pour fuir le christianisme. Les frères Grimm évoquent, eux, un lien avec la déesse germanique de la mort, Holda, dont le nom apparaît parfois dans la légende à la place de Vénus. Une autre tentative d'explication relie Vénus à son homologue germanique, la déesse de l'amour Freya. L'utilisation du nom d'une déesse et d'une légende païennes pour en faire un conte antiquisant et chrétien remonterait au Haut Moyen-Âge, sous l'influence de la poésie courtoise et bourgeoise.

## Emplacement de divers monts de Vénus
Le Hörselberge (de) près d'Eisenach, ainsi que d'autres montagnes du nord des Alpes sont qualifiés de Venusberg. Le Venusberg situé le plus au nord est le Finisberg (de) près du parc public de Flensburg. Un plateau à Bonn est aussi appelé Venusberg (de), sur lequel se situe le quartier du même nom.